# Йесил, Хакан
Хакан Йесил (тур. Hakan Yeşil; род. 1 января 2002, Эргани, Диярбакыр) — турецкий футболист, полузащитник клуба «1461 Трабзон».

## Клубная карьера
Йесил — воспитанник клуба «Трабзонспор». В 2019 году игрок на правах аренды перешёл в «1461 Трабзон» из Третьей лиги Турции, где выступал в основном за дублирующий состав. После окончания аренды Хакан вернулся в «Трабзонспор». 15 мая 2021 года в матче против «Генчлербирлиги» он дебютировал в турецкой Суперлиге. В том же году игрок выступал во Второй лиге Турции за ФК 1461 Трабзон.
Летом 2022 года Йесил на правах аренды перешёл в «Аданаспор». 28 августа в матче против Бодрумспора он дебютировал в Первой лиге Турции. 7 октября в поединке против «Бандирмаспора» Хакан забил свой первый гол за «Аданаспор».
В начале 2023 года Йесил на правах аренды перешёл в «Бодрум». 22 января в матче против «Кечиоренгюджю» он дебютировал за новую команду. Летом того же года Хакан вновь был арендован ФК 1461 Трабзон.